# بخش شتودو
بخش شتودو (به فرانسوی: Arrondissement de Châteaudun) یک بخش در فرانسه است که در اور-ا-لوآر واقع شده‌است.